# شاپرک چینی
شاپرک چینی (نام علمی: Coleophora sinensis) نام یک گونه از سرده غلاف‌دارها است.